# Брест (Плевенська область)
Брест (болг. Брест) — село в Плевенській області Болгарії. Входить до складу общини Гулянці.

## Населення
За даними перепису населення 2011 року у селі проживали 2048 осіб.
Національний склад населення села:
| Національність   | Кількість осіб | Відсоток |
| ---------------- | -------------- | -------- |
| болгари          | 1110           | 94,2%    |
| турки            | 60             | 5,1%     |
| не визначились   | 7              | 0,6%     |
| Всього відповіли | 1178           |          |

Розподіл населення за віком у 2011 році:
Динаміка населення: